# Procryptocerus ferreri
Procryptocerus ferreri är en myrart som beskrevs av Auguste-Henri Forel 1912. Procryptocerus ferreri ingår i släktet Procryptocerus och familjen myror. Inga underarter finns listade i Catalogue of Life.